# Widuch
Widuch [pronunciación en polaco: /ˈvidux/] es un pueblo ubicado en el distrito administrativo de Gmina Żarnów, dentro del Distrito de Opoczno, Voivodato de Łódź, en Polonia central. Se encuentra aproximadamente a 5 kilómetros al oeste de Żarnów, a 20 kilómetros al suroeste de Opoczno, y a 74 kilómetros al sureste de la capital regional Łódź.
Es también un apellido.